# 1. studenoga
1. studenoga (1. 11.) 305. je dan godine po gregorijanskom kalendaru (306. u prijestupnoj godini).
Do kraja godine ima još 60 dana.

## Događaji
- 1755. – Katastrofalni potres i tsunami razorili su grad Lisabon i odnijeli oko 60.000-90.000 žrtava.
- 1875. – Johann Palisa iz Mornaričke zvjezdarnice u Puli otkrio asteroid 151 Abundantia.
- 1918. – Lavov proglašen glavnim gradom Zapadnoukrajinske republike.
- 1981. – Antigva i Barbuda stekla neovisnost od Velike Britanije.
- 1993. – Stupanjem na snagu Ugovora o Europskoj uniji formalno uspostavljena Europska unija
- 1992. – U Gospiću je oformljena 6. gardijska brigada, kasnije preimenovana u 9. gardijska brigada "Vukovi".
- 1998. – Utemeljen je Europski sud za ljudska prava u svojem današnjem obliku
- 1999. – Hrvatski predsjednik dr. Franjo Tuđman posljednji se put pojavljuje u javnosti.[1]
- 2007. – Zbog ostavke premijera Špirića, pala Vlada u Bosni i Hercegovini.

| - 846. – Luj II., francuski kralj († 879.) - 1724. – Mihalj Šilobod, hrvatski matematičar († 1787.) - 1813. – Petar II. Petrović Njegoš, pjesnik i vladika Crne Gore († 1851.) - 1857. – Josip Hohnjec, hrvatski slikar († 1939.) - 1870. – Viktor Car Emin, hrvatski književnik († 1963.) - 1878. – Feliks Kapović, gradišćanskohrvatski teolog († 1933.) - 1880. – Alfred Wegener, njemački geofizičar i meteorolog († 1930.) - 1888. – Mihael Sopoćko, poljski rimokatolički svećenik, blaženik († 1975.) - 1889. – Philip Noel-Baker, britanski političar, diplomat, humanist i sportaš († 1982.) - 1896. – Karel Šejna, češki dirigent i kontrabasist († 1982.) - 1901. – Franjo Filipović, hrvatski pedagog († 1988.) - 1902. – Eugen Jochum, njemački dirigent († 1987.) - 1924. – Süleyman Demirel, turski političar i državnik - 1944. – Nikola Dragaš, hrvatski kuglač - 1954. - Vedran Rožić, hrvatski nogometaš - Jasmin Stavros, hrvatski pjevač († 2023.) - 1961. – Branka Lozo, hrvatska političarka i znanstvenica - 1962. – Anthony Kiedis, američki glazbenik - 1970. – Igor Cvitanović, hrvatski nogometaš - 1973. – Aishwarya Rai Bachchan, indijska glumica - 1980. – Marija Tadić, hrvatska glumica | - 1463. – David Trapezuntski, posljednji trapezuntski car, vladao od 1459. do 1461. (* o. 1408.) - 1700. – Karlo II., španjolski kralj, posljednji španjolski Habsburgovac (* 1661.) - 1894. – Aleksandar III., ruski car (* 1845.) - 1903. – Theodor Mommsen, njemački povjesničar i političar (* 1817.) - 1918. – Janko Vuković Podkapelski, hrvatski carski i kraljevski admiral (* 1871.) - 1924. – Josip Lang, hrvatski biskup (* 1857.) - 1945. – Lovrenc Barilić, pisac i svećenik gradišćanskih Hrvata (* 1865.) - 1955. – Antun Barac, hrvatski povjesničar (* 1894.) - 1966. – Petar Radaković, hrvatski nogometaš (* 1937.) - 1988. – Aleksa Benigar, slovensko-hrvatski svećenik (* 1893.) - 2009. – Natuzza Evolo, talijanska katolička mističarka (* 1924.) - 2020. – Mijo Korade, hrvatski povjesničar (* 1947.) - 2020. – Alfredo Ivankov, hrvatski zagonetač (* 1963.) |

## Blagdani i spomendani
- Svi sveti, Sisveti ili Sisvete (katolicizam)
- Sveti Cezarej